# اسدالله معطوفی
اسدالله معطوفی محقق، نویسنده و پژوهشگر در سال ۱۳۳۵ در محله سبزه مشهد (میدان شور) گرگان به دنیا آمد پدرش رجب معطوفی و مادرش مهرانگیز مرشدی بودند مدتی را به سبب شغل پدر در آق قلا زندگی کرد.

## کتابشناسی
آثار منتشر شده معطوفی به شرح زیر‌اند.
- اوسانه زندگی نگاهی بر فلکلور گرگان (استرآباد), اسدالله معطوفی، گرگان، ۷۲ صفحه، رقعی (شومیز), چاپ ۱, ۱۳۷۳
- استرآباد و گرگان در بستر تاریخ ایران، نگاهی به ۵۰۰۰ سال تاریخ منطقه، اسدالله معطوفی، درخشش، ۴۲۸ صفحه، وزیری (شومیز), چاپ ۱ , ۱۳۷۴
- تاریخ فرهنگ و ادب گرگان و استرآباد خلاصه‌ای از تاریخ‌ادبیات ایران، گرگان و استرآباد، اسدالله معطوفی، پدیده، ۲۷۶ صفحه، وزیری (شومیز), چاپ ۱, سال ۱۳۷۶
- ضرب‌المثلها و کنایات و باورهای مردم گرگان (استرآباد) (بخشی از فلکلور منطقه), اسدالله معطوفی - ایمان - ۲۴۰ صفحه - رقعی (شومیز) - چاپ ۱ سال ۱۳۷۶
- تاریخ چهار هزار ساله ارتش ایران: جنگ و جنگاوری بر فلات ایران از تمدن ایلام تا ۱۳۲۰ خورشیدی، اسدالله معطوفی، ایمان، ۵۹۲ صفحه، (در۲جلد), چاپ ۱ , ۱۳۲۸
- تاریخ، فرهنگ و هنر ترکمان، اسدالله معطوفی؛ ویراستار: کبری بستان‌شیرین، انجمن آثار و مفاخر فرهنگی، ۹۵۲ صفحه، (در۳جلد) وزیری (گالینگور), چاپ ۱, ۱۳۸۴
- تاریخچه چهار شهر ترکمن نشین: آق‌قلا، بندر ترکمن، گمش‌دپه و گنبد کاووس، اسدالله معطوفی، مؤسسه فرهنگی و انتشاراتی مختومقلی فراغی، ۶۳۴ صفحه، وزیری (شومیز), چاپ ۱, ۱۳۸۴
- انقلاب مشروطه در استرآباد (گرگان): استرآباد در دوره قاجار، اسدالله معطوفی، حروفیه، ۷۰۰ صفحه، جلد ۱,وزیری (گالینگور), چاپ ۱, ۱۳۸۴
- سنگ مزارها و کتیبه‌های تاریخی گرگان و استرآباد: (نگاهی به معماری آرامگاهی و شیوه‌های تدفین در ایران و گرگان), اسدالله معطوفی، حروفیه، ۱۲۸۸ صفحه، وزیری (گالینگور), چاپ ۱, ۱۳۸۷
- دیوار دفاعی و تاریخی گرگان و قلاع آن، اسدالله معطوفی، نشر مختومقلی فراغی، ۲۴۶ صفحه، وزیری (شومیز), چاپ ۱, ۱۳۸۷
- پیشینه شهر تاریخی جرجان (گرگان), اسدالله معطوفی، نشر مختومقلی فراغی، ۵۴۰ صفحه، وزیری (شومیز), چاپ ۱, ۱۳۸۷
- معرفی دو مدرسه قدیمی ایالت تاریخی استراباد (گرگان) مدارس عمادیه (صفوی) و قلیچ ایشان (قاجاری), اسدالله معطوفی، مختومقلی فراغی، ۱۸۴ صفحه، وزیری (شومیز), چاپ ۱, ۱۳۸۷
- پل تاریخی آق‌قلعه، اسدالله معطوفی، راستی نو، ۸۸ صفحه، وزیری (شومیز), چاپ ۱, ۱۳۸۹
- تاریخ و پیشینه اجتماعی سرخنکلاته، زیارت و شاهکوه و نگاهی به تاریخچه قرن آباد، چهارباغ و تاش، اسدالله معطوفی، نشر مختومقلی فراغی، ۹۰۸ صفحه، وزیری (شومیز),چاپ ۱ ,۱۳۸۹
- نوروز در ایران و گرگان، اسدالله معطوفی، فروهر، ۲۳۲ صفحه، وزیری (شومیز), چاپ ۱ , ۱۳۸۹
- معرفی دو برج هزار ساله گرگان برج قابوس و برج رادکان، اسدالله معطوفی، مختومقلی فراغی، ۱۴۸ صفحه، وزیری (شومیز), چاپ ۱ , ۱۳۹۰
- معرفی تپه‌های باستانی و تاریخی گرگان و استرآباد، اسدالله معطوفی، مختومقلی فراغی، ۴۱۲ صفحه، وزیری (شومیز), چاپ ۱ ,۱۳۹۱
- سکه‌های طبرستان، گرگان و استراباد، اسدالله معطوفی، پازینه، ۳۶۲ صفحه، وزیری (شومیز), چاپ ۱ ,۱۳۹۲
- مسجد جامع گرگان
- امام زاده‌های نور و روشن آباد گرگان
- سیر تاریخی معماری شش هزار ساله گرگان و استراباد